# Jaques Eduard Levisson
Jaques Eduard Levisson, född 4 september 1828 i Göteborg, död 14 oktober 1907 i Berlin, var en svensk grosshandlare och politiker.

## Biografi
Fader var grosshandlaren Martin Levisson (1793-1867) och Therese Levisson. Han lärde garveriyrket i faderns firma och var en tid chef för denna. År 1852 övertog han faderns affär och grundade med styvbrodern Albert Martin Lamm fabriks- och grosshandelsfirman Martin Levissons söner. Levisson utträdde 1887 ur firman, som förutom läderberedning ägnade sig åt import av läder, hudar och kolonialvaror. Från början fanns verksamheten i Wetterholms garveri i Örgryte, men flyttade 1875 till ett nyuppfört affärshus vid Smedjegatan. 
Han var han ledamot i styrelsen av Brand- och livförsäkrings AB Svea samt Återförsäkrings AB Astrea. Åren 1863–98 var Levisson ledamot av Göteborgs stadsfullmäktige och ett flertal kommunala kommittéer.